# Lasse Björk (illustratör)
Lars (Lasse) Björk, född 1967 i Bengtsfors, är en svensk illustratör, karikatyr- och tidningstecknare.
Lasse Björks politiska karikatyrteckningar publiceras i den liberala Tidningen NU varje vecka sedan 2004. Hans tecknade kommentarer har publicerats i lokala dagstidningar som Lysekilsposten, Stenungsunds-Posten och Dalslänningen samt i Göteborgs-Posten och i Aftonbladet.
Under perioden 2007 till 2014 publicerade Bohusläningen (Uddevalla) hans politiska karikatyrer varje måndag under vinjetten "Som Björk ser det". Björk har också varit verksam som reklamtecknare och bokillustratör.